# Old World ROM
Old World ROMは、Macintoshコンピュータで使用されているMacintosh Toolbox ROMクリップを使用するモデルで通常ソケットに入っている（しかしマザーボードに半田付けされているモデルも幾つかある）。iMacまでの全てのマックはOld World ROMを使用していてiMac以降の全てのモデルはNew World ROMマシーンである。一般に使用される"Old World"デザインは一般的には初代のPCIバスの "beige" Power Macs (と最初のNuBus-搭載機)をあらわすだけでなくMotorola 68000搭載のMacsも含む。しかしながらToolboxは三機種でまったく同様に動作する。
全てのPower MacsはMac 68Kエミュレータを備えることにより68LC040コアのソフトを内部のナノカーネルで作動させる事ができる。このナノカーネル/エミュレータは起動時に(主に68k-をベースにした)Toolboxと組み合わせて使用する事で同様にサポートアプリケーションも使用できる。68k機はToolboxを直接ブートできる。
全てのOld World ROM機でToolboxをロードして以降のブート手順は同じである。Toolboxはメモリー試験を行う。